# Idaea australis
Idaea australis là một loài bướm đêm trong họ Geometridae.